# 犬牙鯒
犬牙鯒（学名：Ratabulus megacephalus），又稱犬齒牛尾魚、巨頭牛尾魚為輻鰭魚綱鮋形目牛尾魚科的其中一種。分布于日本东京湾以南以及中国东海、南海等海域，属于底层海鱼。

## 深度
水深5至70公尺。

## 特徵
本魚頭部及吻部窄而延長狀。上下頜齒、腭骨齒及前鋤骨齒呈犬齒狀且可壓平。前鰓蓋棘3枚。體呈暗褐色，上半部體側有6至8窄的暗色橫帶；腹部白色。各鰭散布著黑點。體長可達30公分。

## 生態
喜棲息於沙泥底之大陸棚或沿岸礁沙交錯處。活動力差，通常埋於沙中，僅露出雙眼，以捕食小魚和甲殼類為主食。

## 經濟利用
食用魚，以油煎為宜。